# Mombasinia
Mombasinia är ett släkte av insekter. Mombasinia ingår i familjen ullsköldlöss.
Kladogram enligt Catalogue of Life:
| Mombasinia | \| \| Mombasinia pulcherrimus \| \| \| \| \| \| Mombasinia superba \| \| \| \| |
|            | \| \| Mombasinia pulcherrimus \| \| \| \| \| \| Mombasinia superba \| \| \| \| |
|            | Mombasinia pulcherrimus                                                        |
|            |                                                                                |
|            | Mombasinia superba                                                             |
|            |                                                                                |